# Kvarnik
Kvárnik je to, kar razkriva bistveni del vsebine filma, nadaljevanke, igre ali knjige. Ta pojav je razširjen zlasti na spletu.

## Politike in posebnosti spletnih strani
Wikipedija v svojih člankih razkrije kvarnike brez vnaprejšnjega opozorila, čeprav je pred letom 2006 dajala takšno opozorilo.